# Tartaruga-de-Blanding
A tartaruga-de-Blanding (Emydoidea blandingii) é uma espécie de tartaruga semi-aquática da família Emydidae. Essa espécie é nativa das partes central e leste do Canadá e dos Estados Unidos. É considerada uma espécie em perigo de extinção em grande parte de sua área de distribuição. A tartaruga-de-Blanding é de interesse em pesquisas sobre longevidade, pois apresenta poucos ou nenhum sinal comum de senescência e é fisicamente ativa e capaz de se reproduzir em oito ou nove décadas de vida.

## Taxonomia
Há diferenças de opinião quanto ao gênero dessa espécie; tanto Emys [en] quanto Emydoidea aparecem em fontes publicadas em 2009, 2010 e 2011.

## Etimologia
Tanto o nome específico, blandingii, quanto o nome comum, tartaruga-de-Blanding, são em homenagem ao naturalista americano Dr. William Blanding (1773-1857).

## Descrição
A tartaruga-de-Blanding é uma tartaruga de tamanho médio com um comprimento médio de casco reto de aproximadamente 18 a 23 cm com um máximo de 25,5 cm. Uma característica distintiva dessa tartaruga é o queixo e a garganta amarelos brilhantes. A carapaça, ou parte superior do casco, é abobadado, mas ligeiramente achatado ao longo da linha média, e é oblongo quando visto de cima. O casco é salpicado com numerosas manchas ou estrias amarelas ou de cor clara em um fundo escuro. O plastrão, ou concha inferior, é amarelo com manchas escuras dispostas simetricamente. A cabeça e as pernas são escuras e geralmente salpicadas ou manchadas de amarelo. A tartaruga-de-Blanding também é chamada de tartaruga “semi-caixa”, pois, embora o plastrão seja articulado, os lóbulos plastrais não se fecham tão bem quanto os das tartarugas-de-caixa [en].

## Reprodução
A tartaruga-de-Blanding leva de 14 a 20 anos para atingir a maturidade sexual. O acasalamento provavelmente ocorre em abril e no início de maio, com a nidificação começando no início de junho e durando todo o mês. O tamanho da ninhada varia de região para região. Em Nova York, o tamanho da ninhada varia de cinco a doze ovos, com uma média de oito.

## Comportamento e tempo de vida
A tartaruga-de-Blanding passa o inverno embaixo ou perto da água, na lama ou sob vegetação ou detritos. Isso é conhecido como brumação. Durante a época de nidificação, uma tartaruga-de-Blanding fêmea pode ser encontrada a mais de um quilômetro do local onde hibernou. Ela é onívora e se alimenta de crustáceos (inclusive lagostins), insetos (como ninfas de libélulas e besouros-aquáticos [en]), caracóis e outros invertebrados, peixes, ovos de peixe, sapos, carniça, frutos silvestres, sementes e detritos vegetais. Ela come Ceratophyllum demersum, Lemna minor, Carex comosa [en] e Scirpus. Ela é capaz de capturar peixes vivos. Com base na extrema falta de sintomas de envelhecimento e na ausência de declínio relacionado à idade, essa tartaruga é considerada uma espécie insignificantemente senescente.
A tartaruga-de-Blanding é uma tartaruga tímida e, quando alarmada, pode mergulhar na água e permanecer no fundo por horas. Se estiver longe da água, a tartaruga se recolherá em seu casco. Ela é muito gentil e raramente tenta morder. É muito ágil e boa nadadora.

## Distribuição e habitat
A área geográfica da E. blandingii se concentra nos Grandes Lagos e se estende da região central de Nebraska e Minnesota (onde, por duas vezes, não conseguiu se tornar o réptil oficial do estado) em direção ao leste, passando pelo sul de Ontário e pela margem sul do Lago Erie, até o norte de Nova York. Em Nebraska, essa tartaruga é incomum na parte leste do estado, mas comum a abundante nos lagos, lagoas e riachos da região de Sand Hills. Há também populações isoladas no sudeste de Nova York (Condado de Dutchess), na Nova Inglaterra e na Nova Escócia.
Seu habitat geral são zonas úmidas com águas limpas e rasas. Sabe-se que ela se aconchega em troncos e se afasta da água, principalmente quando está fazendo ninho. Geralmente nidifica em áreas ensolaradas, com solo bem drenado. As tartarugas mais jovens podem se abrigar em colinas de juncos e amieiros. Os filhotes costumam viajar para longe em busca de locais de acasalamento, novo habitat ou novas fontes de alimento, como fazem as tartarugas mais velhas.

## Status de conservação
A principal ameaça à tartaruga-de-Blanding é a fragmentação e a destruição de habitat, bem como a predação dos ninhos por populações anormalmente grandes de predadores. Ela está listada como espécie em perigo de extinção na Lista Vermelha da IUCN, como em perigo de extinção em alguns estados dos EUA e como ameaçada ou em perigo de extinção em todo o Canadá, embora nos EUA ela não tenha status federal. O comércio internacional da tartaruga-de-Blanding é restrito, pois a espécie está listada no Apêndice II da Convenção sobre o Comércio Internacional das Espécies Silvestres Ameaçadas de Extinção (CITES), o que significa que o comércio internacional é regulamentado pelo sistema de licenças da CITES.
Essa espécie também pode ser afetada negativamente por queimadas prescritas. Durante o outono e o final da primavera, os filhotes se deslocam por terra e recomenda-se que as queimadas prescritas sejam evitadas durante essas épocas.
Os estados dos EUA em que é considerada como em perigo de extinção são Indiana, Illinois, Missouri, Maine, Nova Hampshire, Massachusetts e Dakota do Sul. É considerada ameaçada em Nova York e Iowa. Em Michigan, a tartaruga-de-Blanding também é totalmente protegida como uma espécie de interesse especial, tornando ilegal matar, pegar, prender, possuir, comprar ou vender. No Condado de Lake, Illinois, um programa de recuperação de espécies de longo prazo está em andamento desde 2009.
No Canadá, a população dos Grandes Lagos e do Rio St. Lawrence em Ontário e Quebec está ameaçada a nível federal, e a população da Nova Escócia está em perigo de extinção. Os esforços de conservação e recuperação na Nova Escócia estão em vigor há duas décadas e dependem do monitoramento do habitat e do histórico de vida com base no trabalho de pesquisadores e voluntários. A proteção do habitat tem se mostrado crucial. A população de Kejimkujik foi colocada sob o mais alto nível de proteção; a população do Lago McGowan foi inicialmente protegida pela Bowater [en], mas desde então foi assumida pela província. Em Pleasant River, o Nova Scotia Nature Trust protege quatro segmentos separados de habitat crítico.